# 구치요카와촌
구치요카와촌(口吉川村)은 효고현 미노군에 존재했던 촌이다. 현재의 미키시 구치요카와정에 해당한다.